# Hans Jerkert
Hans Åke Jerkert, född 14 oktober 1937, död i maj 2008, var en svensk jurist som var lagman i Sandvikens tingsrätt från 1994 till 2002.
Jerkert var rådman i Luleå tingsrätt innan han 1978 blev rådman i Gävle tingsrätt. Han var sedan lagman i Sandvikens tingsrätt 1994–2002.